# Unione montana Feltrina
L'unione montana Feltrina è un'unione montana (già comunità montana) del Veneto con sede a Feltre.
Raggruppa in tutto dodici comuni, di cui undici localizzati in provincia di Belluno, nel Feltrino, e uno, Segusino, in provincia di Treviso.